# Vélodrome de Tirador
Le Vélodrome de Tirador (catalan : Velòdrom del Tirador ou Velòdrom de Tirador), également connu sous le nom de Tirador, est un vélodrome en plein air situé à Palma de Majorque (îles Baléares, Espagne) en activité entre 1903 et 1973. Il a été la piste de référence en Espagne pendant six décennies jusqu'à la construction du Vélodrome de Anoeta (Saint-Sébastien) en 1965. La ville a compté au total quatre vélodromes en incluant le Tirador. On dénombre également le Vélodrome de Son Espanyolet (1893-1911), puis l'actuel Vélodrome de Son Moix (1987) et enfin le Palma Arena (2007).
La piste a été sauvée d'une disparition in extremis par l'action de divers groupes luttant pour la conservation, comme l'Associació de Veïns des Fortí, et à des initiatives citoyennes, notamment celle du chercheur Manuel García Gargallo, qui a défendu la préservation et fait connaître la valeur historique et culturelle. Cela a incité la Mairie de Palma, qui avait initialement prévu de la démolir pour créer un parc, à la réhabiliter dans le même but.
Depuis 2015, c'est une propriété municipale. Son catalogage comme élément patrimonial protégé par la Mairie de Palma est en cours, et sa réhabilitation est prévue à partir de 2026.

## Histoire

### Origines et construction
Avant la construction du vélodrome, cet endroit appartenait à la corporation des cardeurs depuis le XIVe siècle, et était l'endroit où ils lavaient, étiraient et séchaient les tissus. Il doit son nom au procédé d'étirement des tissus (tirar étant en vieux catalan pour 'étirer', et tirador 'endroit où l'on s'étire').
La société cycliste de Palma Veloz Sport Balear a été le moteur de sa construction. Dans les années 1890, le cyclisme sur piste commençait à s’implanter sur l’île et, avec elle, plusieurs pistes de mauvaise qualité et au tracé court. Ainsi est né le premier vélodrome dans la capitale: Vélodrome de Son Espanyolet, ouvert en 1893. Sa construction était néanmoins de mauvaise qualité. Il a été ainsi fermé à deux reprises pour réparation. C'est ainsi que naît chez  Veloz Sport Balear, un des locataires de la piste, l'idée de la construction d'une enceinte de meilleure qualité. L'accent est mis sur l'acquisition d'un terrain stable afin de garantir la durabilité de l'ouvrage. Le terrain choisi se trouve alors en dehors des murs de la ville, près du torrent de sa Riera.
La première pierre du Tirador a été posée le 4 décembre 1898, mais diverses circonstances, principalement le manque de liquidité, ont interrompu les travaux à plusieurs reprises et les ont prolongés pendant près de cinq ans. Il est finalement inauguré le 10 août 1903. Peu après son ouverture, le Vélodrome de Son Espanyolet cesse son activité.

### Premières années
Son inauguration en 1903 était un événement national et très rapidement, Tirador devint la piste de référence en Espagne: il y a Championnat d'Espagne Vitesse en 1904, qui avait cessé prouve joué dans 1897 faute de piste adéquate tour conduit à la naissance de Championnat d’Espagne Demi-fond en 1908, jusqu'ici inexistante, puisqu'elle était la piste le plus approprié pour le différend test à long terme. Néanmoins, les fans de cyclisme dans Majorque, puis a traversé une période de crise et seulement amateur de réponse avant les grandes épreuves, donc pendant le reste de l’année, toutes sortes de sports étaient pratiqués dans l’enceinte, notamment le football.

### Années de splendeur
Les premières années de Tirador ont contribué de manière décisive à la consolidation et au développement des fans de cyclisme de Majorque et à l'émergence des premiers champions locaux depuis 1913. Depuis lors, la piste espagnole est dominée par des cyclistes insulaires depuis des décennies, en particulier dans la catégorie moyenne profondeur. De cette première fois ils ont souligné Simó Febrer Guixer et Miguel Bover Salom.
En 1920, le Veloz Sport Balear envisageait de remplacer la piste par un vélodrome couvert de plus grande capacité et fonctionnalité en raison du succès des événements contestés, semblable au Vélodrome d’Hiver de Paris ; mais rien ne s'est passé et la piste a survécu.
Entre 1921 et 1925, Tirador a été fermé par une sanction fédérale, mais après sa réouverture, il a retrouvé son leadership dans le cyclisme sur piste espagnol sans problème. Par la suite, des indices apparaissaient en l’Espagne qui pourraient constituer une alternative, tels que Vélodrome de Ciudad Lineal (Madrid), Vélodrome de Torrero (Saragosse) ou le Vélodrome de Sants (Barcelone), qui a accueilli plusieurs éditions des Championnats d'Espagne de cyclisme sur piste au cours des années 1920 et 1930 ; mais pour diverses raisons, toutes ont été de courte durée, ce qui a laissé successivement Tirador comme seule référence.
Au cours de ces années, ses protagonistes les plus remarquables étaient Josep Nicolau, Rafel Pou et Bartomeu Flaquer. Les deux premiers sont morts par deux chutes dans Tirador.
Pendant la guerre civile espagnole, le Tirador était pratiquement inactif, mais ne subit aucun dégât matériel. À la fin de la guerre, il a repris son activité avec une force égale ou supérieure et, sauf pour des périodes déterminées, pendant les années 1940 et 1950, son activité de cycliste a été constante à tous les niveaux. Au cours de ces années, la concurrence des cyclistes étrangers était rare, tout d'abord à la suite de la Seconde Guerre mondiale, puis de l'isolement diplomatique du pays. Ces années ont mis en lumière les coureurs Miquel Llompart et Bartomeu Flaquer.
Au cours de ces années, de nouvelles pistes sont apparues dans Campos (1935), Tortosa (1943), Mataró (1948), et d’autres voyages plus courts, qui ont accueilli avec assiduité des événements importants et des championnats officiels, mais sans jamais dépasser la piste de Palma comme référence principale.
La victoire de Guillem Timoner aux Championnats du monde 1955 disputés à Milan était une récompense pour la piste, qui est depuis entrée dans la circuit de grandes pistes du monde attiré par le champion local, le coureur soduo sur la piste. Ceci a également coïncidé avec une génération de cyclistes majorquins qui ont acquis une pertinence internationale et ont aidé à consolider la gamme internationale de Tirador comme Pere Josep Gomila, Josep Escalas, Francesc Tortella ou les champions du monde 1965, Miquel Mas Gayà.
Périodiquement, des projets ont été créés pour remplacer le vélodrome par d'autres installations plus puissantes et plus fonctionnelles, une fois les pires années de l'après-guerre surmontées et en raison de leur vieillissement progressif. Malgré cela, rien ne s'est jamais matérialisé et la piste a survécu. Le moment le plus risqué a été l'ambitieux projet municipal envisagé dans années 1960 par le maire Màxim Alomar pour couvrir le torrent de sa Riera qui traverse la ville et passe à côté de la voie, mais qui a finalement été abandonné en raison de son coût élevé.

### Décomposition et fermeture
L’ouverture du Vélodrome de Anoeta (Saint-Sébastien) en 1965, avec la célébration du Championnat du monde, a marqué le début de son déclin. À partir de ce moment-là, Tirador a cessé d'être la piste de référence en l’Espagne et est entré dans un processus de décadence irréversible. Il a cessé de recevoir des tests de premier niveau à partir de 1968 (même s'il organisera toujours des championnats officiels jusqu'à 1972), sa détérioration croissante et la perte d'intérêt généralisée pour les compétitions sur piste au détriment du cyclisme sur route forcé. jusqu'à sa fermeture définitive en mars 1973. Les derniers projets de réhabilitation menés en collaboration avec les fédérations espagnoles ou baléares n’ont pas abouti et la construction du Vélodrome Andreu Oliver dans la ville voisine de Algaida en 1975 l’enterre définitivement dans l’oubli.
Depuis lors, ses propriétaires, Veloz Sport Balear par petites heures, ont consacré le terrain à d’autres utilisations. En 1999 ont eté construits pistes de paddle dans l’espace central et un parking pour les utilisateurs. La piste a été mutilée à la hauteur d’un des cantons afin de permettre l’accès des véhicules. Et peu de temps après, un autre espace de vélodrome a été activé en tant que dépôt de véhicules municipaux. Pendant ce temps, la piste était abandonnée et en état de dégradation progressive.

### Expropriation et réhabilitation
Depuis années 1990, la mairie de Palma a planifié la construction d'un vaste espace vert dans le torrent du torrent de sa Riera, Sa Falca Verda (La Cale Verte). La conception du parc, selon un projet de Manuel Ribas i Piera et approuvé en 2002, envisageait la disparition de la piste, à l'exception du Xalet de Gaspar Bennazar. En 2007, la première phase du parc a été inaugurée, le soi-disant Parc de sa Riera et les procédures d'expropriation ont été poursuivies pour la seconde, dont le terrain était Tirador.
Les recours judiciaires formés par les propriétaires concernés et le retard pris dans leur résolution retardé l'expropriation du vélodrome jusqu'au mois de juillet 2015,. Cependant, la municipalité n'a pas été en mesure d'agir car l'évaluation du terrain et son paiement ultérieur étaient toujours en attente d'une décision judiciaire définitive,. En bref, Tirador n'était pas un gouvernement municipal à part entière avant février 2019,,.
En tout cas, pour l'expropriation, le projet initial de Sa Falca Verda avait déjà été écarté : la Mairie de Palma avait décidé de se défaire du projet initial qui en conservait l'installation historique intégré dans une future zone verte, avec l'annexe solaire de l'ancien Cynodrome Balear. Peu de temps après, en octobre 2015, sa classification au patrimoine protégé a été annoncée,.
En raison du manque d'entretien jusqu'à ce que l'expropriation de 2015 soit définitive, les installations ont subi un processus accéléré de dégradation jusqu'à ce qu'elles se retrouvent dans un malheureux état de négligence et de saleté, en plus de la présence de squatters,. Entre-temps, le projet de réhabilitation du vélodrome est en phase de rédaction, en attendant l'expulsion des squatters et recherchant un financement pour son exécution.

## Description

### La piste
La piste il a une corde de 333,33 m et une largeur de 6 m, avec deux berges en béton solides (faisant face aux est et ouest) et des gradins de chaque côté des lignes droites: principale (nord) et générale (sud), d’une capacité d’environ 2 000 spectateurs. En raison du caractère allongé du terrain acquis par le Veloz Sport Balear, l'ellipse de la piste est plus longue que la normale pour s'adapter au périmètre de la ferme: ses lignes droites ont un itinéraire plus long et leurs supers sont plus fermés normal, en plus de plus enclins à compenser sa courbure prononcée. En conséquence, l’espace central a une superficie approximative de 110 mètres sur 33,3 m.

### La tribune couverte (es Xalet)
Début février 1918 le Veloz Sport Balear entreprit des travaux d'amélioration des installations qui comprenaient la réparation de la piste, la refonte des murs qui l'entouraient et la rénovation de la tribune couverte du dévers Ouest, jusqu'alors provisoire. L'architecte Gaspar Bennazar, architecte municipal de la ville, est celui qui l'a conçu. Fin mars, les travaux étaient bien avancés, donc à court terme, il aurait dû commencer à fonctionner.
La construction, en forme de temple rectangulaire, devint bientôt connue sous le nom de es Xalet (le Chalet). En plus de servir de tribune, il offrait également un service de cafétéria et de terrasse pour les partenaires et situés de manière à offrir une perspective privilégiée des épreuves cyclistes qui y étaient disputées. Dans les années 1970, lorsque le vélodrome cesse son activité, le bâtiment est rénové. Les arches de la tribune ont été maçonnées et le bâtiment divisé en deux étages, pour y installer les locaux sociaux du Veloz Sport Balear.
Depuis sa fermeture en 1973, l'ensemble du travail (piste, marches et Xalet) s'est progressivement dégradé. Malgré tout, la qualité de la construction ne l'a rendue que superficielle et toute la structure reste intacte. Au début du années 1990 un flacon contenant le mur et une partie des jardins de l'entrée a été ouvert, mais n'a pas affecté le reste du groupe.

## Événements
De son ouverture à sa fermeture, la piste a régulièrement accueilli des manifestations officielles. C'est une des pistes ayant accueillie le plus de championnats d’Espagne.

### Compétitions internationales
Tirador a très vite organisé des épreuves avec des coureurs étrangers, puisque le premier remonte à 1906. Ce n'est cependant que dans les années 1950 que les premières célébrités de la discipline y font leur apparition. Le Majorquin Guillem Timoner, six fois champions du monde entre 1955 et 1965, est le premier notable.
À plusieurs reprises, il a choisi d'accueillir un championnat européen et même une coupe du monde. Mais elle n'a jamais réussi, principalement en raison du manque de ressources de la Fédération espagnole de cyclisme pour faire face à la société et à la supériorité des autres pays du monde économique, logistique et sport. D'autres facteurs, tels que le déclenchement de la Première Guerre mondiale, ont empêché sa candidature à l'Européen de 1915 et à la Coupe du monde de 1917 de prospérer.

### Compétitions nationales
Depuis l'ouverture du vélodrome a gagné un grand prestige national et a accueilli régulièrement les championnats d'Espagne de vitesse à partir de 1904, et de demi-fond derrière stayer en 1908. Plus tard, il fait de même avec les différentes modalités qui découlaient, notamment des années 1940: demi-fond derrière motocyclette commerciale (1941) ou de poursuite individuelle (1949), les deux catégories professionnelles et amateurs dans tous les cas.
- Championnat d’Espagne Vitesse: 1904, 1914, 1916, 1919, 1920, 1921, 1931, 1934, 1935, 1939, 1940, 1941, 1944, 1947, 1948, 1950 et 1956.
- Championnat d’Espagne Demi-fond après motocyclette stayer: 1908 (*), 1913, 1914, 1915, 1916, 1917, 1918, 1919, 1920, 1921, 1926, 1927, 1929, 1931, 1934, 1940, 1941, 1943, 1945, 1946, 1947 et 1949.
- Championnat d'Espagne Demi-fond après motocyclette stayer (amateur): 1972.
- Championnat d’Espagne Demi-fond après motocyclette commerciale: 1941 (*), 1944, 1959, 1960, 1961, 1962, 1963, 1964, 1968, 1969, 1970 et 1972.
- Championnat d'Espagne Demi-fond après motocyclette commerciale (amateur): 1957 (*), 1958, 1959, 1960, 1963, 1964, 1968 et 1969.
- Championnat d'Espagne Poursuite individuelle: 1949 (*), 1954, 1956, 1957, 1959, 1960, 1961, 1962, 1963 et 1964.
- Championnat d'Espagne Poursuite individuelle (amateur): 1958, 1959, 1960 et 1970.
- Championnat d'Espagne Fond: 1941 (*), 1962 et 1963.
- Championnat d'Espagne Fond (amateur): 1964.

(*) Première édition de la modalité.
Dans les années 1960 a participé au Tournoi intervelodromes, compétition sous forme de ligue à laquelle ont fait face des équipes attachées à différentes pistes de la géographie espagnole. L'équipe des Îles Baléares, qui a couru dans Tirador, a remporté la première édition (1965).

### Compétitions régionales
Le Championnat des Îles Baléares Vitesse a été organisé pour son inauguration. Depuis, il y est régulièrement organisé. Aussi le Championnat des îles Baléares Fond depuis sa création en 1912, ainsi que le reste des modalités qui sont apparues plus tard, comme dans le cas national. Dans ce cas, Tirador devait rivaliser avec la profusion de pistes de Majorque, en particulier avec le Vélodrome de Campos.
- Championnat des Îles Baléares Vitesse: 1903, 1905, 1906, 1908, 1912, 1913, 1916, 1917, 1919, 1920, 1925, 1926, 1932, 1935, 1939, 1944, 1945 et 1966.
- Championnat des Îles Baléares Vitesse (amateur): 1955 (*), 1956, 1957 et 1966.
- Championnat des Îles Baléares Fond: 1912 (*), 1913, 1917, 1919, 1920, 1925, 1926, 1928, 1931, 1938, 1939, 1942, 1944, 1956 et 1963.
- Championnat des Îles Baléares Fond (amateur): 1954 (*), 1958, 1959 et 1972.
- Championnat des Îles Baléares Demi-fond après motocyclette stayer: 1930 (*), 1931, 1932, 1933, 1934, 1935, 1936, 1941 et 1946.
- Championnat des Îles Baléares Demi-fond après motocyclette commerciale: 1941 (*), 1943, 1958, 1959, 1965, 1971 et 1972.
- Championnat des Îles Baléares Demi-fond après motocyclette commerciale (amateur): 1956 (*), 1958, 1959, 1970 et 1971.
- Championnat des Îles Baléares Poursuite individuelle: 1956 (*), 1957 et 1966.
- Championnat des Îles Baléares Poursuite individuelle (amateur): 1955 (*), 1956, 1957, 1958, 1966, 1970 et 1972.
- Championnat des Îles Baléares d’américaine: 1966 (*) et 1972.
- Championnat des Îles Baléares de Kilomètre sortie départ arrêté: 1972 (*).

(*) Première édition de la modalité.

### Cyclisme féminin
Pendant les années d'activité de Tirador, les tests ont été réalisés uniquement par des cyclistes masculins. L'exception a été la visite de l'Italienne Alfonsina Strada, une pionnier du temps de cyclisme féminin, qui a couru dans 1926,.
Aucune manifestation féminine officielle n'a été organisée, puisqu'elles ont commencé à se dérouler à Majorque à partir de 1979 et les championnats régionaux sur la piste à partir de l'année suivante, alors que le vélodrome était déjà fermé.

### Autres sports
Lorsque la piste a été construite, le cyclisme était le seul sport ayant certaines racines; la pratique des autres sports était encore rare et il n'y avait pratiquement aucun espace pour leur pratique. Ceci a transformé Tirador en le principal espace sportif dans lequel la plupart des sports se sont développés à leur arrivée sur l'île.
- Athlétisme. Depuis 1917, des tests de pédestrisme ont été contestés ainsi que dans les années suivantes.
- Basketball Il a commencé à jouer dans 1938 sur une piste en extérieur. Le Veloz Sport Balear avait une équipe fédérée entre 1942 et 1945 qui jouait dans cet espace.
- Boxe. Bien que ce sport ait été développé dans d'autres espaces de la ville à partir de 30, certains combats ont d'abord été disputés sur la piste. L’exposition de l’ancien champion du monde des poids lourds, Jack Johnson, dans 1917 se démarque.
- Football. Il est arrivé à Majorque en 1903 et l'espace central de Tirador était le seul terrain de jeu existant à Palma pendant des années. La section football du Veloz Sport Balear était l’équipe la plus puissante de l’île jusqu’à la naissance du RCD Mallorca en 1916 et à la construction, le même an, du premier terrain de jeu réglementaire. Là, il a joué son premier match le Baleares FC (actuellement CD Atlético Baleares) sur 1920[43].
- Motocyclisme. Les essais de moto ont été contestés, en particulier dans les premières années de la piste.
- Autres sports: Patinage, Tennis, Tir aux pigeons.

### Actes sociaux
Outre la piste de sport, le vélodrome était un point de rencontre social, car il constituait le principal espace extérieur propice aux événements de masse. Verbonnes, concerts et spectacles étaient courants, surtout durant le premier tiers du XXe siècle.

## Valeur patrimoniale
Le Vélodrome de Tirador est le plus ancien vélodrome d’Espagne. Il est suivi du vélodrome de Campos (1935) et plus loin des traces de Tortosa (1943) et Mataró (1948). C'est actuellement le plus ancien centre sportif préservé à Majorque et l'un des plus anciens de l'Espagne.
Au niveau mondial, il s’agit de la douzième piste la plus ancienne du monde, dépassée seulement par quatre vélodromes du Royaume-Uni (construits entre 1877 et 1900), six de la France (entre 1884 et 1897) et une de la Hongrie (1896). Tous sont en service et, par conséquent, ont été modernisés à des degrés divers pour leur utilisation, contrairement à «Tirador» qui est conservé presque comme lors de son inauguration en 1903.
La frustration des projets pour son extension ou sa substitution (première) et le relatif abandon (après) -dans les années 1950 étaient déjà qualifiés pour la piste comme vieux-fait que Tirador est resté presque inchangé tel quel depuis son inauguration, à l'exception des aménagements de surface pour son entretien de base.
Une série d'articles dans la presse de 2014 a révélé l'idiosyncrasie de la piste et sa valeur, sociale, historique et patrimoniale. Cela a permis de mieux faire comprendre l'importance de Tirador à ceux qui n'en connaissaient pas l'existence, ou de le retrouver pour les anciens fans qui pensaient qu'il avait disparu,,,,,,.
En 2018 un livre a été présenté qui a compilé l'histoire du vélodrome, de ses origines à nos jours,,.

### Catalogage
En raison de sa valeur historique, depuis 2014 il y a eu des initiatives pour cataloguer le vélodrome comme bien protégé.
- La mairie de Palma, en plein ordinaire du 29 mai 2014, a approuvé à l'unanimité une proposition de catalogage patrimonial du Xalet et de préservation de la piste dans un espace public[54],[55].

- La mairie de Palma a annoncé le 20 octobre 2015 son catalogage et son inscription au catalogue des bâtiments protégés[56],[30], mais cela n'a pas été réalisé.

- Le Conseil insulaire de Majorque, en session plénière du 16 octobre 2018, a approuvé à l’unanimité une proposition similaire invitant la Mairie de Palma à cataloguer les entier dans son intégralité ; sinon, ce serait le Conseil insulaire lui-même qui aurait engagé les procédures de protection du patrimoine[57].

- L'association des conservateurs Hispania Nostra l'a incluse le 26 novembre 2019 dans sa liste des biens en danger de disparition[58].

- La mairie, lors en plein ordinaire du  19 décembre 2019, a approuvé à l'unanimité une proposition de catalogage de l'ensemble de l'espace[59].

- La mairie de Palma, en plein ordinaire du 30 avril 2020 a approuvéle le catalogage provisoire le 30 avril 2020[60],[61],[62] et définitivement le 17 décembre 2020[63],[64] à l'unanimité de tous les groupes municipaux.

- Enfin, le catalogage a été publié au Journal Officiel des Îles Baléares (BOIB) le 18 février 2021 et est officiel depuis[65].